# Open Data Protocol
Open Data Protocol (OData) — это открытый веб-протокол для запроса и обновления данных. Протокол позволяет выполнять операции с ресурсами, используя в качестве запросов HTTP-команды, и получать ответы в форматах XML или JSON.
Начиная с версии 4.0, OData — открытый стандарт, одобренный OASIS.
Предыдущие версии спецификации OData доступны для пользователей на условиях Microsoft Open Specification Promise. Компания Microsoft выпустила OData SDK, состоящий из библиотек для Microsoft .NET Framework, AJAX, PHP, Java, JavaScript, WebOS, и Objective-C. Кроме того, Microsoft PowerPivot for Excel поддерживает канал OData (OData feed) как один из вариантов импорта данных в своё ядро анализа информации в памяти.